# 彼がお好みの娯楽
『彼がお好みの娯楽』(His Favourite Pastime) は、1914年公開の短編サイレント映画。キーストン社による製作で、監督はジョージ・ニコルズ。1971年に映画研究家ウノ・アスプランドが制定したチャールズ・チャップリンのフィルモグラフィーの整理システムに基づけば、チャップリンの映画出演7作目にあたる。
日本語題名は、ほかに『彼の好みの気晴らし』がある。

## あらすじ
バーで酔いつぶれるチャーリー。バーの外には人妻（ペギー・ピアース）がおり、チャーリーは人妻の夫が去ったあとに人妻と浮気しようと目論んでいる。チャーリーはバーで他の酔漢（アーバックル）と乱闘をしたあと人妻のあとをつけて家にあがったが、メイドに手を出したり人妻の夫（フランク・オッパーマン）が現れて乱闘騒ぎとなった。

## 背景
チャップリンがニコルズのもとで撮影した2作目の作品にあたり、しばしば演じた酔っぱらいの役を見せてくれる。また、『チャップリンの霊泉』（1917年）などで見られる回転ドアのギャグが使用されるなど、ギャグの採用の可否をめぐっては相性が良くなかったニコルズとの作品としては、チャップリン自身の構想によるギャグシーンが比較的使われている。
人妻役を演じたペギー・ピアース（ヴィオラ・バリー）はD・W・グリフィスの助手を経て映画監督となったジャック・コンウェイの最初の妻であるが、チャップリンとの公私の折り合いもよく、プライベートでダンスのコンテストにペアで出場し、優勝したことがある。

## キャスト
出典：
- チャールズ・チャップリン：酒飲み
- ロスコー・アーバックル：酒飲み
- ペギー・ピアース：人妻
- フランク・オッパーマン：人妻の夫